# Zioella pavonina
Zioella pavonina är en djurart som tillhör fylumet trögkrypare, och som beskrevs av Jeanne Renaud-Mornant 1987. Zioella pavonina ingår i släktet Zioella och familjen Halechiniscidae. Inga underarter finns listade i Catalogue of Life.